# (152679) 1998 KU2
(152679) 1998 KU2 は、アポロ群に属する地球近傍小惑星である。

## 発見
1998 KU2 は、1998年5月22日にLINEARによって発見された。しかしLINEARの成果は厳密には再発見で、1971年に発見され、1971 UB と仮符号がつけられた小惑星と同一である。

## 軌道の性質
1998 KU2 の軌道は、近日点で地球軌道に接し、遠日点距離は火星軌道の外側である。軌道傾斜角は4.9度しか傾いておらず、地球や火星と衝突する可能性をもつ小惑星である。地球にはかつて1907年8月15日に1187万km (0.079352AU) 、1971年9月18日に1075万km (0.071862AU) まで接近したことがあり、2069年9月18日には1099万km (0.073486AU) 、2113年8月28日には1031万km (0.068908AU) まで接近する。火星には1924年5月12日に937万km (0.0626512AU) まで接近した。2055年11月12日には1258万km(0.084113AU)、2154年6月20日には1061万km (0.071332AU) まで接近する。

## 物理的性質
1998 KU2 の絶対等級は15.5～17.5等級であり、直径が1kmから5kmと推定されている。スペクトル分類はCb型小惑星である。
1998 KU2 は2008年10月7日に地球に衝突して話題になった天体 2008 TC3 の母天体であるという説がある。2008 TC3 の衝突前の分光観測ではC型ないしM型、破片の分析はF型小惑星を示している。F型はC型の下位の分類である。しかし、2008 TC3 の組成は、少なくとも直径が100km以上ある天体内部での結晶分化作用によって生じたことを示しているが、1998 KU2 はそれほど大きな小惑星ではない。このため、1998 KU2 自身も、何かもっと大きな小惑星の破片である可能性がある。